# Mordechai Narkiss

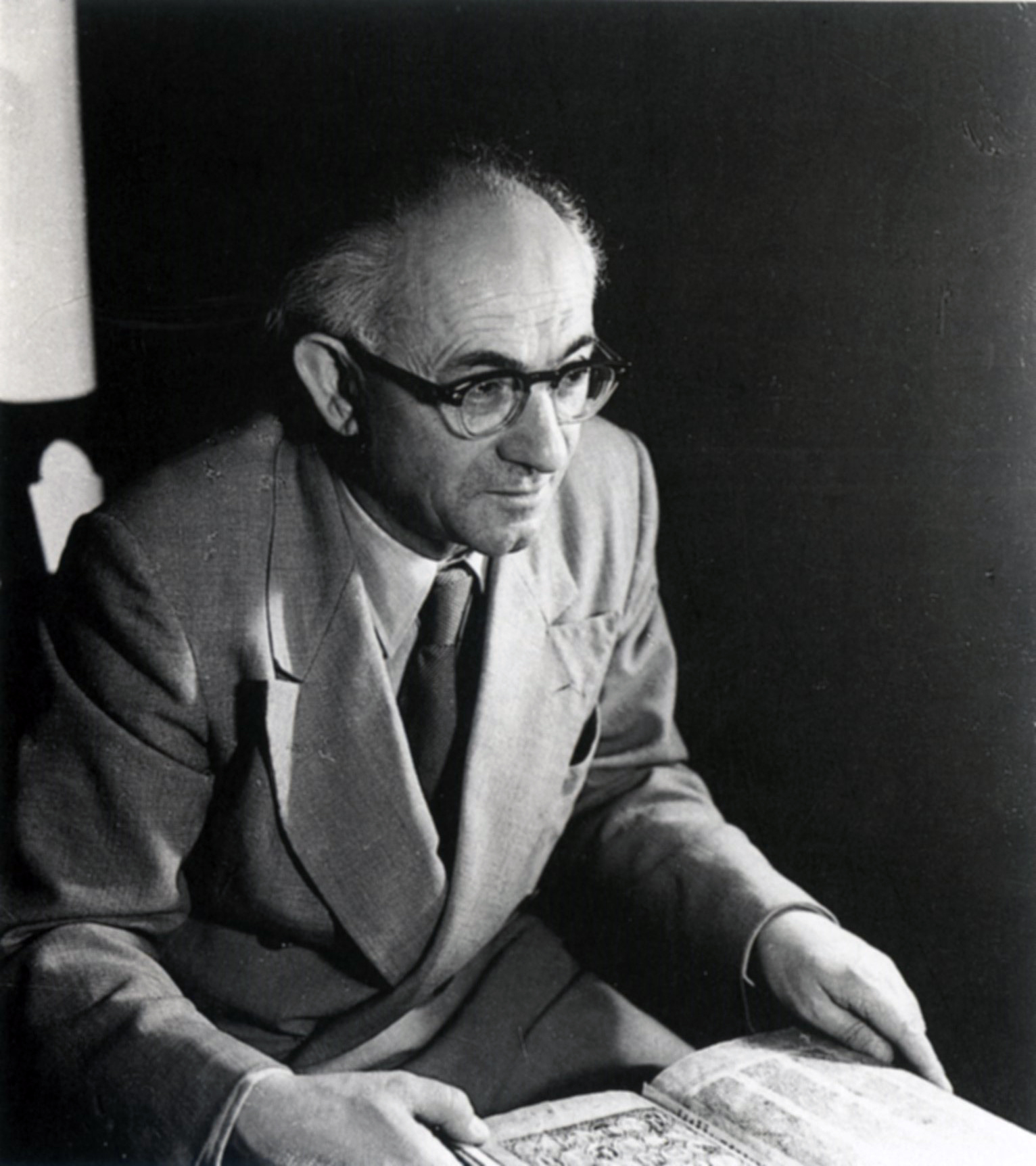
Mordechai Narkiss (Fotografie von Alfred Bernheim; Datum unbekannt)

Mordechai Narkiss (geboren 28. Dezember 1898 in Skała, Russisch-Polen, Russisches Kaiserreich; gestorben 26. März 1957 in Jerusalem) war ein israelischer Kunsthistoriker.

## Leben
Narkiss studierte Literatur und Kunstgeschichte an der Universität Krakau und an der Akademie der bildenden Künste Wien. Narkiss wanderte 1920 nach Palästina ein, wo er auch seinen Namen in Narkiss änderte. Nach Studien an der Bezalel-Akademie in Jerusalem nahm er dort eine Tätigkeit auf und wurde 1932 nach dem Tode von Boris Schatz auch Direktor des Museums. Narkiss war Experte für jüdische Kunst und Numismatik. Die Schwester seiner Frau Frida namens Esther heiratete Jitzchaq Narkiss, den Vater von Uzi Narkiss, der jedoch mit Mordechai Narkiss nicht verwandt ist. Der Sohn von Frieda von Mordechai ist Bezalel Narkiss, ein israelischer Kunsthistoriker. In Jerusalem ist eine Straße, die zur Bezalel-Akademie führt, nach Mordechai Narkiss benannt.
Narkiss wurde 1952 in Frankreich zum Ritter der Ehrenlegion ernannt.

## Schriften (Auswahl)
- Coins of Palestine. Band 1. Jewish coins. Jerusalem: Bialik foundation, 1936 (he)